# Kondratij Afanas'evič Bulavin
Kondratij Afanas'evič Bulavin (in russo Кондра́тий Афана́сьевич Була́вин?; 1660 – 1708) è stato un atamano rivoluzionario cosacco.
Nel 1707-08 promosse una grande insurrezione nella Russia meridionale dal Dnepr al Volga contro il potere imperiale. Fu battuto ad Azov il 5 luglio 1708 da Pietro il Grande.
La ribellione fu condotta da Bulavin, atamano cosacco democraticamente eletto, in seguito a vari attriti sotterranei tra il potere imperiale al tempo di Pietro il Grande, i cosacchi ed i contadini russi che fuggivano dalla servitù della gleba, alla ricerca di libertà nell'area autonoma del Don. Primo atto clamoroso fu l'assassinio del principe Jurij Dolgorukov, leader della spedizione punitiva dell'esercito imperiale. Da questo evento  si fa tradizionalmente iniziare la rivolta. La fine è invece associata alla morte di Bulavin avvenuta nel 1708.